# Assegurançatòrix
Assegurançatòrix (francès: Assurancetourix) és el bard del poble dels gals al còmic Àsterix el gal, creada per René Goscinny i Albert Uderzo. Tot i a ser el bard, canta terriblement. Té un paper important a les aventures d'Astèrix gladiador, Astèrix i els normands, La residència dels déus, Astèrix a l'Índia i a La rosa i l'espasa.

## Descripció general
- El seu nom és un joc de paraules amb el terme "assegurança a tot risc", que fa referència a un tipus d'assegurança d'automòbil.[1]
- La seva característica principal és que canta terriblement tot i que està convençut que té talent. Tots els altres veuen el contrari. La seva cançó desencadena sovint el vol frenètic d'animals traumatitzats i fins i tot, a partit d'Astèrix a l'Índia, pluges torrencials. Acostuma a interpretar versions antigues i paròdiques de cançons populars contemporànies.
- D'alçada mitjana, ros, amb un nas gran i prim, porta un gibó a quadres blau i blanc, pantalons blancs (pantalons gals), mocassins blaus i capa vermella. *Solitari, li agrada viure a la seva cabana enfilada al capdamunt d'un arbre per compondre cançons que només ell aprecia. Tanmateix, Gudurix li diu a Astèrix i els normands que seria un èxit a l'Olympix de Lutècia,[2] li recorda a Pep les festes i les cabres del seu país[3] i Magistra li promet, a Astèrix la rosa i l'espasa, presentar-li en Brunococatrix.[4]
- Assegurançatòrix viu a l'única barraca del poble construïda dalt d'un arbre.
- Cap de turc, és noquejat innombrables vegades pel ferrer Estautomàtix sempre que vol cantar.
- Quan no canta, és un personatge molt popular entre els habitants del poble, tal com s'explica a la pàgina de presentació. Panoràmix diu d'ell que és "un bon company com un mal cantant".
- Podem dir que fa el paper del personatge efeminat del grup. És pacífic i acostuma a evitar el conflicte, sovint perdut en el seu "núvol poètic" com es diu a La zitzània. Gairebé mai participa en les lluites contra els romans (Astèrix i els normands és un dels pocs casos en què noqueja un enemic) ni en les nombroses baralles entre els vilatans. Acostuma a anomenar els seus compatriotes bàrbars, salvatges o ignorants, i només s'enfada quan es posa en dubte el seu talent artístic. Quan s'ofèn, pot ser altiu i fins i tot sarcàstic. Pot ser que li agradin les xafarderies, com a El regal del Cèsar on no dubta a parlar a esquenes d'Obèlix i d'Astèrix amb les dones del poble.[5]
- A diferència dels altres vilatans, té un caràcter amable, cortès, somiador, reflexiu i solitari.
- Sovint, els romans el veuen com el més inofensiu dels irreductibles, equivocadament, perquè la seva veu pot arribar a ser una "arma" formidable malgrat ell.
- El seu caràcter narcisista pot amagar una falta d'autoconfiança, perquè sovint, quan l'elogiem pel seu cant o creiem en el seu talent, té dubtes, com a Astèrix a l'Índia on, al costat d'Estautomàtix i Ordralfabètix, es mostra insegur del seu èxit a l'Índia.
- Malgrat el seu costat pacífic i el seu estatus de boc expiatori, Assegurançatòrix segueix sent, tanmateix, un incondicional orgullós que no trairia els seus companys per res del món. Està tan preparat per defensar el poble com qualsevol dels seus amics.
- És l'únic personatge recurrent del poble juntament amb Panoràmix i Astèrix que mai ha tingut un interès amorós.
- Oficialment és un notable del poble, amb una capa vermella, ensenyant als nens i assegut als consells més importants, com Copdegarròtix i Panoràmix (sobretot aquell on es pronuncia el desterrament d'Astèrix a Astèrix i el calderó). La seva condició el converteix en l'àrbitre de les eleccions entre Copdegarròtix i Ortopèdix, havent-se aïllat Panoràmix, a l'àlbum El regal del Cèsar[5]
- A Astèrix i els normands, Esautomàtix li recorda que té dret a tocar música, però no a cantar, la qual cosa fa pensar que sap tocar.
- Si el seu instrument musical preferit és la lira, també se'l representa amb un càrnix (aquests dos instruments estan testimoniats a la cultura gal·la)[6][7] i una mena de cornamusa. L'existència d'aquest instrument en aquesta època és possible, però debatuda.[8]
- A La filla de Vercingetòrix, veiem que és apreciat pels adolescents del poble perquè és rebutjat com ells.[9]

## Al llarg dels episodis
- La seva cançó és l'única cosa capaç de donar a conèixer la por als terribles normands (Astèrix i els normands), i també agrada al jove luteci (Gudurix) que ha vingut a construir el seu personatge.
- Ell és la causa de la desaparició de la residència dels déus.
- Encara que de vegades lluita, és, amb el druida Panoràmix, l'únic home del poble específicament no combatent, la qual cosa el converteix en un dels personatges més inofensius. Això va fer que fos segrestat pels romans (Astèrix gladiador) i regalat al Cèsar.
- A Astèrix a l'Índia, Astèrix i Obélix porten Assurancetourix a l'Índia amb una missió especial: fer ploure cantant i acabar així amb una sequera que, si continua, portarà a la mort de Maharajada, la filla del rajà.
- A El regal del Cèsar, Assegurançatòrix, unit a la causa d'Ortopèdix, impedeix en Copdegarròtix parlar, molest que qüestioni públicament la neutralitat del seu arbitratge, que s'allunya de les seves maneres corteses.
- Afirmant-se com el bard oficial i indiscutible del poble, fa una visió tènue de l'arribada de Magistra a Astèrix la rosa i l'espasa, de la qual també és un dels personatges principals.
- Té dret al desenvolupament de la personalitat real al llargmetratge d'animació "Astèrix: El secret de la poció màgica", on Copdegarròtix li confia la gestió del poble durant l'absència dels homes. Aquesta condició de cap revela molts aspectes de la seva personalitat: entenem que no té confiança en si mateix perquè no pot establir-se entre les dones de voluntat del poble com Bonnemina. També veiem que no és percebut com a valent o enginyós pels seus companys. Perdut, no sap quines indicacions donar. Quan la situació es torna crítica, agafa el seu coratge amb les dues mans i estabilitza la situació mentre espera que els altres tornin.
- Sembla que des del seu esclat de coratge a "Astèrix: El secret de la poció màgica", Assegurançatòrix ha guanyat confiança, perquè és el primer que es llança a l'exèrcit de romans al curtmetratge 4D "Atenció: Menhir" al Parc. Astèrix, enfadat per haver estat anomenat un "bàrbar infame".

## Primera aparició
Assegurançatòrix ja apareix al primer episodi de la sèrie (Astèrix el Gal) i les seves cançons ja són molt poc apreciades per la resta d'habitants del poble.

## Al banquet final
Un dels leitmotivs de les aventures d'Astèrix és el panell final que mostra als vilatans fent un banquet sota les estrelles per celebrar la seva victòria. Assegurançatòrix sol estar lligat i amordaçat a un costat per no espatllar la festa amb el seu cant.
- Durant el banquet final del primer Astèrix, Assegurançatòrix canta dempeus sobre la seva cadira davant la gran consternació dels seus veïns de taula.
- El segon àlbum, La falç d'or, és l'únic on el banquet final no apareix a mitja pàgina, acabant amb la imatge d'Assegurançatòrix lligat i emmordassat en una barraca mentre els vilatans celebren a fora, com sistemàticament després, amb excepcions:
- A Astèrix i els normands, per ajudar a Astèrix i Obèlix en la seva missió, Assegurançatòrix toca dempeus a la taula, sostenint la lira com una guitarra. Esautomàtix està lligat amb el seu martell al seu lloc, amb julivert a les orelles per no sentir-lo cantar;[2]
- A L'escut arvern, seu on és el cap del poble a qui impedeix la seva dona Karabella;
- A Astèrix als Jocs Olímpics, menja al costat de Esautomàtix que té el martell a la mà, cosa que sembla que l'espanta;
- A La residència dels déus, per haver ajudat a Astèrix i Obèlix en la seva missió (la seva lira està col·locada sobre les ruïnes de la Residència dels déus);[10]
- A El regal del Cèsar, on un personatge amb la seva silueta es troba cara a cara amb la jove Zaza;[5]
- A La gran travessia participa al banquet, però és noquejat pel martell d'Esautomàtix. És Ordralfabètix, que es queda a part amb la seva dona que li porta peix;
- A Astèrix a l'Índia,on el banquet se celebra sense ell perquè és a l'Índia amb Astèrix i Obèlix, cosa que sembla afectar Esautomàtix;[11]
- A Astèrix la rosa i l'espasa,seu al costat de la bard Magistra, tot i que escolta amb por l'amenaça d'Esautomàtix. Segons Astèrix, l'única diferència entre les veus de Magistra i Assegurançatòrix és que amb el primer "no plou");[4]
- A El cel ens cau al damunt,on participa en el banquet cantant des de dalt de la seva barraca, per a gran disgust d'en Copdegarròtix. Esautomàtix i Ordralfabètix acusats d'haver cremat la seva barraca (en realitat el foc va ser provocat per un coet Nagma) van ser ells mateixos lligats i emmordassats;
- A El papir del Cèsar,on participa al banquet amb el seu beuglofó, però Esautomàtix li demana que no faci soroll per no despertar Panoràmix;

Assegurançatòrix també està present al banquet d'aniversari de Copdegarròtix organitzat cap a la meitat de l'àlbum La zitzània i al banquet de l'aniversari de la batalla de Gergòvia a l'inici de l'àlbum Astèrix a Còrsega,
Pel que fa a les pel·lícules d'animació, hem d'esperar fins a Astèrix: El secret de la poció màgica per veure'l finalment participar en un banquet sense ser lligat i emmordassat, com a recompensa per haver assegurat la seva condició de líder temporal.

## Al món
Com passa amb molts personatges de la sèrie , el seu nom pot canviar segons les edicions en llengua estrangera; es diu:
- Asuranceturix en castellà
- Asegurancetúrix en gallec
- Troubadix en alemany
- Troubadix en suec
- Trubadurix en finès
- Cacofonix en anglès britànic
- Cacofonix en occità
- Kakofonix (sèrie nova, antigament com en francès), neerlandès
- Kakofoniks en polonès
- Malacoustix en anglès estatunidenc
- Malmuziks en esperant
- O Κακοφωνίξ (O Kakofoníx) en grec
- חמשיריקס (Khamshirix) en hebreu
- गवैयाँ बेसुरीक्स (Gavaiyañ Besurix) en hindî
- Hangjanix en hongarès
- Óðríkur en islandès
- Armavirumquecanix (« Arma virumque cano ») en llatí
- Cangeddix en picard
- Chatotorix en portuguèss
- Siklonix en reunionès
- Консерваторикс (Konservatoriks) en rus
- Тамбурикс (Tambouriks) en serbi
- Singjonix (No canta res) en alsacià

## En altres mitjans

### Adaptacions cinematogràfiques

#### Pel·lícules d'animació
Diversos actors de doblatge van cedir la seva veu a Assegurançatòrix:
- 1967 : Astèrix el gal amb Jacques Jouanneau[12]
- 1968 : Astèrix i Cleòpatra amb Jacques Jouanneau[13]
- 1976 : Els dotze treballs d'Astèrix amb Pierre Tornade[14]
- 1986 : Astèrix a Bretanya, breu aparició (veu desconeguda)
- 1989 : Astèrix i el cop de menhir amb Edgar Givry[15]
- 1994 : Astèrix a Amèrica amb Michel Tugot-Doris[16]
- 2006 : Astèrix i els víkings amb Bernard Alane[17]
- 2014 : Astèrix: La residència dels déus amb Arnaud Léonard[18]
- 2018 : Astèrix: El secret de la poció màgica amb Arnaud Léonard[19]

El personatge no apareix a la quarta pel·lícula, Astèrix i la sorpresa del Cèsar

#### Pel·lícules d'acció en directe
- 1999 : Astèrix i Obèlix contra el César , és interpretat per Pierre Palmade.[20]
- 2008 : Astèrix als Jocs Olímpics , interpretat per Franck Dubosc.[21]
- 2023 : Astèrix i Obélix: L'Imperi Mitjà , és interpretat per Philippe Katerine.[22]

Assegurançatòrix no apareix a la segona i quarta pel·lícula Astèrix i Obèlix: Missió Cleopatra estrenada el 2002 i Astèrix i Obèlix: Al servei de Sa Majestat estrenada el 2012 .